# Leren & Lachen met Bassie & Adriaan
Leren & Lachen met Bassie en Adriaan (oorspronkelijk: Bassie en Adriaan) is een televisieserie uit de jaren 1984-1990 van het Nederlandse televisieduo Bassie en Adriaan, als eerst uitgezonden door de Belgische omroep, de toenmalige BRT.
De afleveringen staan los van elkaar en worden soms aangeduid als shorties. Het is de eerste serie die door Bas en Aad van Toor zelf werd geproduceerd.

## Achtergrond
De eerste reeks, aflevering 1-17, werd van 4 september 1984 tot 28 december 1984 uitgezonden op de BRT. Een aflevering werd op dinsdag uitgezonden en op vrijdag herhaald. Op 29 december 1984 werd vervolgens een nieuwe aflevering uitgezonden van Circus Bassie en Adriaan vanuit Kursaal in Oostende. In 1985 werden de korte afleveringen van 6 september tot 27 december herhaald, met op 28 december wederom een aflevering van Circus Bassie en Adriaan. Van 7 januari 1986 tot 18 februari 1986 werden de nieuwe afleveringen 18-26 uitgezonden. In Nederland werden de 26 afleveringen van 2 juni 1986 tot 5 december 1986 uitgezonden door de TROS, nadat in 1985-1986 alle oude afleveringen (1978-1982) wekelijks bij deze omroep waren herhaald. Vanaf 1 maart 1988 was de serie ook te zien op Kindernet.
De eerste 23 afleveringen werden onderverdeeld op de videobanden "Op stap met Bassie en Adriaan" (augustus 1986) en "Op bezoek bij Bassie en Adriaan" (maart 1987). De aflevering Zekerheid voor alles staat op beide banden. Aflevering 24-26 verschenen op de videoband "10 jaar Bassie en Adriaan" (1987). Voor deze drie videobanden werden nieuwe aan- en afkondigen opgenomen in de caravan. Deze vervingen deels de aan- en afkondigen van de oorspronkelijke uitzendingen.
In 1988-1989 werden tien nieuwe afleveringen opgenomen. (Echter was in 1987 een contract getekend van zestien nieuwe afleveringen.) Deze afleveringen werden in 1990 door de TROS uitgezonden, nadat een aantal korte afleveringen wederom was herhaald. Deze verschenen op videoband onder de titel "Hallo Vriendjes en Vriendinnetjes" in 1994. De aflevering De bootreis en Engelse les werden geknipt tot één aflevering getiteld Met de boot naar Engeland.
Het liedje Kapitein Bassie uit De bootreis werd hierin verwijderd. De aflevering verscheen wel in zijn oorspronkelijke vorm op de videoband "Feest met Bassie en Adriaan" (1992). Op deze videoband stond wederom de aflevering Filmopname. De afleveringen Het alfabet en Schotse ruit zijn nooit op VHS verschenen. De liedjes het Alfabet en Mac Bassie uit de gelijknamige afleveringen verscheen wel op de videoband "De leukste liedjes van Bassie en Adriaan" in 1993.
In 2001 werd de gehele reeks opnieuw uitgebracht op video onder de titel Leren & Lachen met Bassie & Adriaan (en in 2004 op dvd). De aan- en afkondigen in de caravan werden vervangen door de voice-overs van Bassie en Adriaan. Achtergrondmuziek van componist Bert Smorenburg werd toegevoegd en verving een aantal oorspronkelijke muziekarrangementen. In 2012 verscheen deze versie op Youtube op het officiële account van het duo. Nu echter wel met de aan- en afkondigen in de caravan van de oorspronkelijke uitzendingen. De serie ontbreekt in de jubileumbox Bassie & Adriaan - 35 jaar op TV.

## Personages en acteurs
| Personage                    | Acteur/actrice             | Opmerking                                  |
| ---------------------------- | -------------------------- | ------------------------------------------ |
| Bassie                       | Bas van Toor               |                                            |
| Adriaan                      | Aad van Toor               |                                            |
| Evert                        | Evert van den Bos          | aflevering Een vergissing is menselijk     |
| Schilder                     | Frans Verschoor            | aflevering Adriaan staat er gekleurd op    |
| Boze uitlader                | Mar de Baan                | aflevering Achter de wolken schijnt de zon |
| Baas schiettent              | Bas van Toor               | aflevering Bassie krijgt een lesje         |
| Kale visser                  | Bas van Toor               | aflevering Zeg het met bloemen             |
| Dame die niet wil oversteken | Moeder Bas en Aad van Toor | aflevering Achter de wolken schijnt de zon |
| Clown Gino                   | Joop Teuteberg             | aflevering Gefeliciteerd                   |
| Lara                         | Lara (hond)                | aflevering Beter één koe in de hand        |
| Yoeri                        | Yoeri (hond)               | aflevering Beter één koe in de hand        |

## Liedjes
| Nummer | Titel                           | Opmerking                                                             |
| ------ | ------------------------------- | --------------------------------------------------------------------- |
| 1      | De muis en de olifant           | Tekst: A.G. van Toor - Muziek: A.G. van Toor / M.Mantille             |
| 2      | Opgeruimd staat netjes          | Tekst en muziek: A.G. van Toor / B. van Toor / R. van Galen           |
| 3      | Veilig oversteken               | Teksten muziek: A.G. van Toor / B. van Toor / R. van Galen            |
| 4      | Achter de wolken schijnt de zon | Tekst en muziek: A.G. van Toor / B. van Toor / R. van Galen           |
| 5      | Dierentaal                      | Tekst: A.G. van Toor - Muziek: A.G. van Toor/M.Mantille               |
| 6      | Het orkest                      | Tekst: A.G. van Toor - Muziek: A.G. van Toor/A.Klaris                 |
| 7      | Vier seizoenen                  | Tekst: A.G. van Toor - Muziek: A.G. van Toor / A.Klaris               |
| 8      | Kinderdisco-Medley              | Tekst: A.G. van Toor - Muziek: A.G. van Toor/ A.Klaris                |
| 9      | Spoken bestaan niet             | Tekst: A.G. van Toor / B. van Toor - Muziek: A.G. van Toor / A.Klaris |
| 10     | Gefeliciteerd                   | Tekst: A.G. van Toor - Muziek: A.G. van Toor/ A. Klaris               |
| 11     | Dat is dom                      | Tekst: A.G. van Toor - Muziek: A.G. van Toor/ A.Klaris                |
| 12     | Uno, dos, tres                  | Teksten muziek: A.G. van Toor / B. van Toor / R. van Galen            |
| 13     | ABC het alfabet                 | Tekst en muziek: A.G. van Toor / B. van Toor / R. van Galen           |
| 14     | Kapitein Bassie                 | Tekst en muziek: A.G. van Toor / B. van Toor / R. van Galen           |
| 15     | Engelse les                     | Teksten muziek: A.G. van Toor / B. van Toor / R. van Galen            |
| 16     | Mac Bassie                      | Teksten muziek: A.G. van Toor / B. van Toor / R. Bos                  |

## Afleveringen
| Nr. | Titel aflevering                   | Uitzenddatum BE/NL                  | Dvd | Op stap met Bassie en Adriaan | Op bezoek bij Bassie en Adriaan | 10 jaar Bassie en Adriaan | Hallo vriendjes en vriendinnetjes | Feest met Bassie en Adriaan |
| --- | ---------------------------------- | ----------------------------------- | --- | ----------------------------- | ------------------------------- | ------------------------- | --------------------------------- | --------------------------- |
| 1   | Kleren maken de clown              | 4 september 1984/ 2 juni 1986       | 1   | X                             |                                 |                           |                                   |                             |
| 2   | Zeg het met bloemen                | 11 september 1984/ 9 juni 1986      | 2   | X                             |                                 |                           |                                   |                             |
| 3   | Spoken bestaan niet                | 18 september 1984/ 16 juni 1986     | 1   | X                             |                                 |                           |                                   |                             |
| 4   | Vier seizoenen in een jaar         | 25 september 1984/ 23 juni 1986     | 2   | X                             |                                 |                           |                                   | X (alleen het liedje)       |
| 5   | Een vergissing is menselijk        | 2 oktober 1984/ 30 juni 1986        | 3   | X                             |                                 |                           |                                   |                             |
| 6   | Adriaan staat er gekleurd op       | 9 oktober 1984/ 7 juli 1986         | 2   | X                             |                                 |                           |                                   |                             |
| 7   | Dansen is plezier voor twee        | 16 oktober 1984/ 14 juli 1986       | 1   | X                             |                                 |                           |                                   |                             |
| 8   | De beste stuurlui hangen aan wal   | 23 oktober 1984/ 21 juli 1986       | 1   | X                             |                                 |                           |                                   |                             |
| 9   | Een (on)rustig dagje vissen        | 30 oktober 1984/ 28 juli 1986       | 1   | X                             |                                 |                           |                                   |                             |
| 10  | Achter de wolken schijnt de zon    | 6 november 1984/ 4 augustus 1986    | 3   | X                             |                                 |                           |                                   |                             |
| 11  | Wie een kuil graaft voor een ander | 13 november 1984/ 11 augustus 1986  | 3   | X                             |                                 |                           |                                   |                             |
| 12  | Bassie krijgt een lesje            | 20 november 1984/ 18 augustus 1986  | 2   | X                             |                                 |                           |                                   |                             |
| 13  | Adriaan wordt gestoord             | 27 november 1984/ 25 augustus 1986  | 2   | X                             |                                 |                           |                                   |                             |
| 14  | Een dagje in de dierentuin         | 4 december 1984/ 1 september 1986   | 1   | X                             |                                 |                           |                                   |                             |
| 15  | Gefeliciteerd                      | 11 december 1984/ 8 september 1986  | 2   |                               | X                               |                           |                                   |                             |
| 16  | Veilig oversteken                  | 18 december 1984/ 15 september 1986 | 3   |                               | X                               |                           |                                   |                             |
| 17  | Opgeruimd staat netjes             | 25 december 1984/ 22 september 1986 | 1   |                               | X                               |                           |                                   |                             |
| 18  | Beter één koe in de hand           | 7 januari 1986/ 3 oktober 1986      | 2   |                               | X                               |                           |                                   |                             |
| 19  | Zekerheid voor alles               | 10 oktober 1986                     | 1   | X                             | X                               |                           |                                   |                             |
| 20  | Een koekje van eigen deeg          | 17 oktober 1986                     | 1   |                               | X                               |                           |                                   |                             |
| 21  | Van een muis een olifant maken     | 24 oktober 1986                     | 3   |                               | X                               |                           |                                   |                             |
| 22  | Bassie het rekenwonder (1)         | 31 oktober 1986                     | 1   |                               | X                               |                           |                                   |                             |
| 23  | Het Bassie en Adriaan orkest       | 7 november 1986                     | 2   |                               | X                               |                           |                                   |                             |
| 24  | Viva España                        | 14 november 1986                    | 3   |                               |                                 | X                         |                                   |                             |
| 25  | Bassie schiet een bok              | 28 november 1986                    | 2   |                               |                                 | X                         |                                   |                             |
| 26  | Bassie gaat kamperen               | 5 december 1986                     | 3   |                               |                                 | X                         |                                   |                             |
| 27  | Het alfabet                        | 16 februari 1990                    | 1   |                               |                                 |                           |                                   |                             |
| 28  | Filmopname                         | 23 februari 1990                    | 2   |                               |                                 |                           | X                                 | X                           |
| 29  | De bootreis                        | 2 maart 1990                        | 2   |                               |                                 |                           | X (geknipt, liedje ontbreekt)     | X                           |
| 30  | Engelse les                        | 9 maart 1990                        | 3   |                               |                                 |                           | X                                 |                             |
| 31  | De Schotse ruit                    | 16 maart 1990                       | 3   |                               |                                 |                           |                                   |                             |
| 32  | Geldzorgen                         | 23 maart 1990                       | 3   |                               |                                 |                           | X                                 |                             |
| 33  | Vergeetachtig                      | 6 april 1990                        | 1   |                               |                                 |                           | X                                 |                             |
| 34  | Bij de post                        | 13 april 1990                       | 3   |                               |                                 |                           | X                                 |                             |
| 35  | Bassie het rekenwonder (2)         | 20 april 1990                       | 3   |                               |                                 |                           | X                                 |                             |
| 36  | Het voorgevoel                     | 27 april 1990                       | 2   |                               |                                 |                           | X                                 |                             |

## Achtergrondmuziek
- Aad Klaris (origineel)
- Aad van Toor en Bert Smorenburg (vanaf 2001).

## Uitgave
| Jaar          | Titel                                 | Uitgever             | Medium | Lengte  | Opmerking |
| ------------- | ------------------------------------- | -------------------- | ------ | ------- | --- |
| Augustus 1986 | Op stap met Bassie en Adriaan         | CNR                  | VHS    | 83 min  | Deel 1 met vijftien afleveringen uit 1984-1986. Hiervoor werden nieuwe aan- en afkondigingen opgenomen. Rode kaft. In 1990 kwam hiervan een heruitgave. Op de kaft staan Bassie en Adriaan voor de auto met Robin de Robot (die niet in de serie te zien is).                                                                                           |
| Maart 1987    | Op bezoek bij Bassie en Adriaan       | CNR                  | VHS    | 50 min  | Deel 2 met negen afleveringen uit 1984-1986. Hiervoor werden nieuwe aan- en afkondigingen opgenomen. Gele kaft. In 1990 kwam hiervan een heruitgave met oranje kaft. In 1995 kwam wederom een heruitgave met blauwe kaft. Ook wel "Bart Smit" uitgave genoemd vanwege het grote logo op de hoes. In 1998 kwam er nogmaals een heruitgave bij Arcade.    |
| 1987          | 10 jaar Bassie & Adriaan              | CNR                  | VHS    | 90 min  | De afleveringen Viva Espagne, Bassie schiet een bok en Bassie gaat kamperen. Op de kaft zitten Bassie en Adriaan met een aantal geiten. In 1990 kwam hiervan een heruitgave waarbij Bassie en Adriaan een duim opsteken. |
| 1992          | Feest met Bassie & Adriaan            | CNR                  | VHS    | 50 min  | De afleveringen Vier seizoenen in een jaar, De Bootreis en Filmopname. Op deze band zat toentertijd een feestpakket bij die bedoeld was voor een kinderfeestje. Voor de rest bestaat de band uit een compilatie van liedjes als Erik de Viking, De Fairies, Geheime Agenten etc. In 1995 kwam hiervan een heruitgave.                                   |
| 1994          | Hallo Vriendjes en Vriendinnetjes     | CNR Goodview         | VHS    | 40 min  | Zes afleveringen uit 1990. In 1998 kwam hiervan een heruitgave bij Arcade. |
| 2001          | Leren en Lachen met Bassie en Adriaan | Bridge Entertainment | VHS    | 180 min | Alle afleveringen verdeeld over drie videobanden. In deze uitgave zijn de aan- en afkondigen geknipt en vervangen door voice-overs. Verder zijn er nieuwe muziekarrangementen toegevoegd van Aad van Toor en Bert Smorenburg. In 2004 werd deze versie op dvd uitgebracht. In 2010 zijn deze samengevoegd in 1 box. In 2015 kwamen er losse heruitgave. |

## Trivia
- De aflevering Een vergissing is menselijk toont veel gelijkenissen met het korte stripverhaal 'Sjors de held van het circus' uit het stripalbum Sjors en Sjimmie als circusartiesten (1950).
- In de aflevering Veilig over de straat wordt het gelijknamige liedje gezongen. In het tweede refrein steken Bassie en Adriaan over bij een voetgangerslicht dat op dat moment op rood springt. In latere uitgaven, waaronder de versie die op internet staat, is dit rode licht groen gemaakt. De afwerking is echter niet naadloos waardoor te zien is dat het gewoon een rood licht betreft.[2]
- Het dagblad Het Vrije Volk schreef in 1984 dat het duo inmiddels de opdracht had gekregen van de BRT de gecontracteerde serie van 26 afleveringen uit te breiden naar 113. De hoge kijkdichtheid die de eerste afleveringen behaalden, waren daartoe de aanleiding. Een aflevering trok tussen de 6 à 7 miljoen kijkers.[bron?] Ook had de BRT een voorlopige bestelling gedaan voor een grote serie. Deze zou zeven of acht afleveringen van elk ruim 20 minuten gaan tellen.[3]
- De opnamen van de binnenkant van de caravan vonden plaats in een studio in een pakhuis aan de Oosthavenkade in Vlaardingen.
- De auto van Bassie en Adriaan is een Honda Prelude. Tijdens de opnamen werden twee auto's gebruikt, waardoor de auto in de serie twee verschillende kentekens heeft: 'JX-74-NB' en 'NB-59-KX'. Ook werd er een derde Honda gebruikt voor de opnamen van Zekerheid voor Alles.